# Antoni Stankiewicz
Antoni Stankiewicz (ur. 1 października 1935 w Oleszczenicach, zm. 4 stycznia 2021 w Rzymie) – polski duchowny rzymskokatolicki, doktor prawa kanonicznego i prawa cywilnego (rzymskiego), biskup, dziekan Trybunału Roty Rzymskiej w latach 2004–2012.

## Życiorys
Urodził się 1 października 1935 w Oleszczenicach na Wileńszczyźnie w rodzinie Wincentego i Bronisławy z domu Puchalskiej. W 1945, po zakończeniu II wojny światowej, jego rodzina osiadła w Jemiołowie. Kształcił się w Niższym Seminarium Duchownym w Słupsku, a egzamin dojrzałości złożył w 1951 w trybie eksternistycznym. Studia filozoficzno-teologiczne odbył w Wyższym Seminarium Duchownym w Gorzowie Wielkopolskim. Na prezbitera wyświęcił go 20 grudnia 1958 w katedrze gorzowskiej biskup Wilhelm Pluta. Inkardynowany został do administratury apostolskiej w Gorzowie Wielkopolskim. W 1956 rozpoczął studia w zakresie prawa kanonicznego na Wydziale Prawa Kanonicznego Akademii Teologii Katolickiej w Warszawie, które od 1957 kontynuował na Wydziale Prawa Kanonicznego Katolickiego Uniwersytetu Lubelskiego, uzyskując tam w 1961 doktorat na podstawie dysertacji Sędziowie w beatyfikacyjnym przewodzie na terenie diecezji. Od 1967 studiował prawo cywilne w zakresie prawa rzymskiego na Papieskim Uniwersytecie Laterańskim w Rzymie, gdzie w 1975 uzyskał doktorat po przedstawieniu rozprawy De homicidio in iure poenali romano. W międzyczasie w 1970 ukończył Studium Rotalne, w 1972 podyplomowe studium języka łacińskiego na Papieskim Uniwersytecie Gregoriańskim, a w 1975 studia z zakresu teologii pastoralnej na Papieskim Uniwersytecie Laterańskim.
Od 1961 pracował w Sądzie Biskupim w Gorzowie Wielkopolskim, najpierw jako notariusz, a od 1965 jako wiceoficjał. W latach 1965–1967 był także notariuszem w gorzowskiej kurii biskupiej. W 1969 został zatrudniony w kancelarii Trybunału Roty Rzymskiej. W 1972 otrzymał godność kapelana Jego Świątobliwości. W 1978 objął urząd prałata audytora (sędziego) Trybunału Roty Rzymskiej. 31 stycznia 2004 papież Jan Paweł II mianował go dziekanem Trybunału. Funkcję tę pełnił do 22 września 2012, gdy papież Benedykt XVI mianował jego następcę. Podczas pracy audytora wydał w latach 1978–2012 ponad 260 wyroków i ponad 125 dekretów w sprawach procesowych, natomiast sprawując urząd dziekana, wydał ponad 50 dekretów w sprawach należących do kompetencji Trybunału. Zasiadał ponadto w innych instytucjach Kurii Rzymskiej i Państwa Watykańskiego: w 1984 został konsultorem Kongregacji ds. Duchowieństwa, w 1989 członkiem Komisji dla Adwokatów, w 2000 sędzią Sądu Apelacyjnego Państwa Watykańskiego, w 2010 członkiem Kongregacji Spraw Kanonizacyjnych, w 2012 członkiem Najwyższego Trybunału Sygnatury Apostolskiej, zaś w latach 1995–2000 był przewodniczącym Komisji Dyscyplinarnej Państwa Watykańskiego.
W 1967 otrzymał stanowisko adiunkta na Wydziale Prawa Kanonicznego Akademii Teologii Katolickiej w Warszawie, gdzie wykładał prawo procesowe i wyznaniowe. Od 1980 prowadził wykłady z prawa rzymskiego i jurysprudencji rotalnej na Wydziale Prawa Kanonicznego Papieskiego Uniwersytetu Gregoriańskiego, a od 1996 na Wydziale Prawa Kanonicznego Papieskiego Uniwersytetu Krzyża Świętego w Rzymie. Od 1984 wykładał praktykę sądową w Studium Rotalnym. W latach 1999–2001 objął wykłady z jurysprudencji rotalnej na Wydziale Prawa Kanonicznego Papieskiego Uniwersytetu Urbaniańskiego. Opublikował opracowania naukowe z zakresu prawa kanonicznego, specjalizował się w prawie małżeńskim, prawie procesowym i historii prawa.
15 listopada 2006 papież Benedykt XVI mianował go biskupem tytularnym Novy Petry. Święcenia biskupie przyjął 16 grudnia 2006 w bazylice św. Piotra na Watykanie. Konsekrował go kardynał Tarcisio Bertone, sekretarz stanu Stolicy Apostolskiej, któremu asystowali kardynałowie James Stafford, penitencjariusz większy, i Jean-Louis Tauran, archiwista i bibliotekarz Świętego Kościoła Rzymskiego. Na zawołanie biskupie wybrał słowa „In Te confido Iesu” (Jezu, ufam Tobie).
Zmarł 4 stycznia 2021 w Poliklinice Gemelli w Rzymie. Następnego dnia w bazylice św. Piotra w Rzymie została odprawiona msza żałobna pod przewodnictwem kardynała Pietra Parolina, sekretarza stanu Stolicy Apostolskiej. 26 stycznia 2021 został pochowany wraz z biskupem Adamem Dyczkowskim w krypcie katedry Wniebowzięcia Najświętszej Maryi Panny w Gorzowie Wielkopolskim.

## Odznaczenia i wyróżnienia
W 2015 prezydent RP Andrzej Duda nadał mu Krzyż Komandorski z Gwiazdą Orderu Odrodzenia Polski.
W 2007 przyznano mu tytuł doktora honoris causa Uniwersytetu Kardynała Stefana Wyszyńskiego w Warszawie, a w 2013 na Katolickim Uniwersytecie Lubelskim miało miejsce uroczyste odnowienie jego doktoratu.